# Orangekronad tyrann
Orangekronad tyrann (Myiophobus phoenicomitra) är en fågel i familjen tyranner inom ordningen tättingar.

## Utseende och läte
Orangekronad tyrann är en oansenlig tyrann med gul undersida, ett svagt brunaktigt vingband, knubbig näbb och svag ögonring. Hanens orangefärgade krona är ofta dold och syns sällan i fält. Sången består av ett ljust "sit-sweet!-sit", ibland följd av några mjukare toner.

## Utbredning och systematik
Orangekronad tyrann delas in i två underarter:
- Myiophobus phoenicomitra litae – förekommer i Andernas västsluttning i Colombia (södra Chocó) och Ecuador
- Myiophobus phoenicomitra phoenicomitra – förekommer i Andernas östsluttning i östra Ecuador till norra Peru (San Martín)

## Status
Trots det begränsade utbredningsområdet och att den tros minska i antal anses beståndet vara livskraftigt av internationella naturvårdsunionen IUCN. 